# Barhadbshabba 'Arbaya
Barhadbshabba `Arbaya  est le nom porté par l'auteur (ou les auteurs) de deux œuvres de langue syriaque, datant du VIe siècle, et appartenant à la littérature de l'Église d'Orient. Ces deux œuvres sont :
- une Histoire ecclésiastique en deux parties et trente-deux chapitres, conçue comme une série d'hagiographies[1], intitulée Histoire des saints pères qui furent persécutés pour la cause de la vérité, racontant notamment la querelle de l'arianisme, puis celle du nestorianisme et du monophysisme, et poussant le récit jusqu'en 569 (mort d'Abraham de Beth Rabban, directeur de l'École de Nisibe) ;
- un traité intitulé Cause de la fondation des écoles, exposant de manière chronologique comment Dieu a bien voulu instruire, d'abord les anges, ensuite les hommes, et parmi ceux-ci, successivement, Adam, les patriarches, les prophètes, les philosophes, Jésus-Christ, les apôtres, l'exposé continuant ensuite par l'histoire des écoles théologiques d'Alexandrie et d'Antioche, puis celle des écoles syriaques d'Édesse et de Nisibe.

Bar hadbshabba (« fils du dimanche », c'est-à-dire « né un dimanche ») étant un nom de baptême usuel, `Arbaya est une épithète d'origine (« natif du Beth `Arbayé », c'est-à-dire de la province de Nisibe). Il s'agit donc d'un nom susceptible d'avoir été porté par plusieurs personnes.
L'auteur du traité Cause de la fondation des écoles était un étudiant de l'École de Nisibe, disciple d'Hénana d'Adiabène qui fut directeur de cette institution de 572 à sa mort vers 610 ; le récit se conclut par une célébration de ce personnage (« Nous prions tous Dieu de prolonger ses jours », etc.), et un appel à s'appliquer au travail « selon les règles de notre enseignement ».
La Chronique de Séert (II, 74 ; éd. Scher, p. 511-512) mentionne un « Hadbshabba `Arbaya » parmi les trois cents étudiants et professeurs qui, en 596 ou peu après, rompirent avec Hénana d'Adiabène et quittèrent l'École de Nisibe en procession. Le Synodicon Orientale (éd. Chabot, p. 214) mentionne un « Barhadbshabba `Arbaya, évêque de Halwan » parmi les signataires des actes du synode présidé par le catholicos Grégoire en 605. Ce nom, titre épiscopal compris, est donné à l'auteur du traité Cause de la fondation des écoles par l'un de ses quatre manuscrits. Cet évêque est encore mis en scène par une chronique anonyme (Chronica minora I, éd. I. Guidi, CSCO I, p. 22, 25-26) pendant la longue vacance du siège catholicosal (609-628).
Ébedjésus de Nisibe, dans son Catalogue (J.-S. Assemani, B. O., III, 1, p. 169), attribue à « Barhadbshabba `Arbaya » un Livre des trésors en trois volumes (également cité par Dadicho Qatraya), un traité de controverse contre toutes les autres religions, un livre d'histoire, un traité sur Diodore de Tarse et ses partisans, et des commentaires sur les Psaumes et sur l'évangile de saint Marc. En revanche, il ne mentionne pas le traité Cause de la fondation des écoles.
L'opinion prédominante parmi les spécialistes est que les deux textes que nous possédons sont d'auteurs différents. Arthur Vööbus (History of the School of Nisibis, p. 294-296), pense que l'évêque de Halwan est l'auteur du traité Cause de la fondation des écoles. Jean Maurice Fiey (Jalons pour une histoire de l'Église en Irak, p. 25-26) est d'avis que cet évêque est plutôt l'auteur de l'Histoire des saints pères (qu'il composa en tant que chef des badhoqé, enseignants-« chercheurs » de l'École de Nisibe), l'auteur du traité Cause de la fondation des écoles lui ayant été identifié secondairement du fait de sa renommée. Mais certains, comme Adam Becker (The Fear of God and the Beginning of Wisdom, p. 57-58), n'excluent pas que les deux textes soient du même auteur.

## Éditions
- Addaï Scher (éd.), Mar Barhadsabba `Arbaya, Cause de la fondation des écoles, PO 18 (t. 4, fasc. 4), Paris, 1908.
- François Nau (éd.), Barhadesabba `Arbaya, Histoire ecclésiastique, IIe partie. Theodorus Mopsuestenus, Une controverse avec les macédoniens, PO 45 (t. 9, fasc. 5), Paris, 1913.
- François Nau (éd.), Barhadesabba `Arbaya, Histoire ecclésiastique, Ire partie, PO 113 (t. 23, fasc. 2), Paris, 1932.